# Bothriechis
Bothriechis là một chi rắn độc tìm thấy chủ yếu tại México và Trung Mỹ, mặc dù loài phổ biến nhất, B. schlegelii, phân bố xuống phía nam tận Colombia và Peru. Tất cả thành viên của chi đều khá thon thả và sống trên cây. Cái tên Bothriechis bắt nguồn từ từ Hy Lạp bothros và echis có nghĩa là "hốc cây" và "rắn" theo thứ tự. Mười loài và không phân loại nào hiện đang được ghi nhận.

## Mô tả
Các loài thuộc chi này thường đạt độ dài 60–80 cm, trong B. aurifer, B. bicolor và B. lateralis đã được biết đến là có thể dài tới 1 m hoặc hơn.
Màu sắc của chúng thường là màu xanh đất, có thể hoặc có thể không có các dấu nhạt hoặc tối màu. B. schlegelii không tuân theo quy luật này.

## Phân bố
Phân bố tại miền nam México (đông nam Oaxaca và cao nguyên phía bắc của Chiapas), cho tới tận Trung Mỹ tới phía bắc Nam Mỹ (Colombia, phía tây Venezuela, Ecuador và phía bắc Peru).

## Hành vi
Như một nguyên tắc chung, các loài sống ở độ cao trên 1.500 mét thường hoạt động ban ngày, trong khi đó những loài sống dưới 1.000 mét thì hoạt động về đêm. Những loài sống tại độ cao từ 1.000 đến 1.500 mét có thể hoạt động bất cứ khoảng thời gian nào trong ngày.

## Nọc độc
Nọc độc của Bothriechis chủ yếu là haemotoxin, chất độc này tạo ra sự đau đớn dữ dội, sưng tấy, hình thành mụn, thâm tím, và nhiều khi gây hoại tử. Nếu như không chữa trị có thể dẫn tới phải cắt bỏ chân tay, hoặc thậm chí tử vong. Mỗi năm có vài nông dân và công nhân trồng trọt bị cắn bởi rắn thuộc chi này, vài trường hợp đã bị tử vong. Wyeth tại Mỹ và Instituto Clodomiro Picado tại Costa Rica đều sản xuất những chất kháng nọc độc hóa trị cao khác nhau, thứ có thể được sử dụng để chữa trị độc rắn.

## Loài
| Loài             | Người phân loại                                       | Tên thường gọi                | Phân bố địa lý |
| ---------------- | ----------------------------------------------------- | ----------------------------- | --- |
| B. aurifer       | (Salvin, 1860)                                        | Yellow-blotched palm-pitviper | México, tại vùng núi đông Chiapas, phía bắc Guatemala. Sống tại rừng sương mù ở độ cao 1200–2300 m. |
| B. bicolor       | (Boucourt, 1868)                                      | Guatemalan palm-pitviper      | Sườn Thái Bình Dương của đông nam Chiapas thuộc Mexico, phía đông tới trung nam Guatemala. Cũng được phát hiện tại một vào địa điểm thuộc Honduras, bao gồm phần phía nam của Sierra del Merendón và Cerro Santa Bárbara. Sống tại rừng sương mù ở độ cao 500–2000 m.                                                                                       |
| B. guifarroi     | Townsend, Medina-Flores, Wilson, Jadin & Austin, 2013 | Guifarro's palm pit-viper     | Honduras tại độ cao 1015–1450 m. Tìm thấy tại vùng phía tây Cordillera Nombre de Dios, Department of Atlantida, Honduras. |
| B. lateralis     | W. Peters, 1862                                       | Side-striped palm-pitviper    | Vùng núi Costa Rica và phía tây Panama, gồm Cordillera de Tilarán, Cordillera Central và Cordillera de Talamanca cho tới các tỉnh Chiriquí và Veraguas. Sống ở độ cao 850–980 m. |
| B. marchi        | (Barbour & Loveridge, 1929)                           | Honduran palm-pitviper        | Sườn phía Đại Tây Dương của tây bắc Honduras và đông Guatemala. Sống tại rừng ôn đới ở độ cao 500–1500 m. |
| B. nigroviridisT | W. Peters, 1859                                       | Black-speckled palm-pitviper  | Vùng núi Costa Rica và Panama. Cũng có thể tìm thấy loài này tại rừng sương mù thuộc Cordillera Central và Cordillera de Talamanca ở độ cao 1150–2400 m. |
| B. rowleyi       | (Bogert, 1968)                                        | Mexican palm-pitviper         | Mexico ở phía đông nam Oaxacavà phía bắc Chiapas. Sống ở rừng sương mù ở độ cao 1500–1830 m. |
| B. schlegelii    | (Berthold, 1846)                                      | Eyelash palm-pitviper         | Từ phía nam Mexico (bắc Chiapas), về phía đông nam sườn Đại Tây Dương và vùng đất thấp từ Trung Mỹ cho tới phía bắc Nam Mỹ tại Colombia và Venezuela. Cũng tìm thấy loài này ở sườn Thái Bình Dương và vùng đất thấp một số nơi thuộc Costa Rica, Panama, Colombia, Ecuador và Peru. Sống ở rừng ôn đới tại độ cao gần như từ mặt nước biển cho tới 2640 m. |
| B. supraciliaris | (Taylor, 1954)                                        | Blotched palm-pitviper        | Chỉ được tìm thấy tại khu vực núi thuộc tây nam Costa Rica. Sống tại các khu rừng ẩm trên núi thấp hơn và rừng sương mù ở độ cao 800 m tới 1,700 m. |
| B. thalassinus   | Campbell & E.N. Smith, 2000                           | Merendon palm-pitviper        | Guatemala, Honduras tại độ cao 1370–1750 m. |

## Phân loại
Một loài mới sống tại Guatemala và Honduras, B. thalassinus đã được mô tả bởi Campbell & E.N. Smith (2000). Campbell & Lamar (2004) nhận ra loài này, cũng như sự thêm vào thứ chín cho chi: B. supraciliaris, loài này lần đầu được mô tả bởi Taylor (1954) như là một phân loài của B. schlegelii, và có thể tìm thấy nó tại tây nam Costa Rica.
B. guifarroi được phát hiện năm 2010 và được Townsend et al. mô tả năm 2013, trong một nghiên cứu bao gồm cây phát sinh chủng loài của chi dưới đây:
|  | B. schlegelli (Ecuador)                                                                              |
|  | |
|  | \| \| B. supraciliaris \| \| \| \| \| \| B. schlegelli (Costa Rica, Honduras, Nicaragua) \| \| \| \| |
|  | |
|  | B. supraciliaris                                                                                     |
|  | |
|  | B. schlegelli (Costa Rica, Honduras, Nicaragua)                                                      |
|  | |

|  | B. supraciliaris                                |
|  |                                                 |
|  | B. schlegelli (Costa Rica, Honduras, Nicaragua) |
|  |                                                 |

|  | B. nigroviridis                                               |
|  |                                                               |
|  | \| \| B. lateralis \| \| \| \| \| \| B. guifarroi \| \| \| \| |
|  |                                                               |
|  | B. lateralis                                                  |
|  |                                                               |
|  | B. guifarroi                                                  |
|  |                                                               |

|  | B. lateralis |
|  |              |
|  | B. guifarroi |
|  |              |

|  | \| \| B. marchi (Honduras, Guatemala) \| \| \| \| \| \| B. thalassinus \| \| \| \| |
|  |                                                                                    |
|  | B. marchi (Honduras, Guatemala)                                                    |
|  |                                                                                    |
|  | B. thalassinus                                                                     |
|  |                                                                                    |

|  | B. marchi (Honduras, Guatemala) |
|  |                                 |
|  | B. thalassinus                  |
|  |                                 |

|  | B. bicolor                                                |
|  |                                                           |
|  | \| \| B. aurifer \| \| \| \| \| \| B. rowleyi \| \| \| \| |
|  |                                                           |
|  | B. aurifer                                                |
|  |                                                           |
|  | B. rowleyi                                                |
|  |                                                           |

|  | B. aurifer |
|  |            |
|  | B. rowleyi |
|  |            |

|  | B. bicolor                                                |
|  |                                                           |
|  | \| \| B. aurifer \| \| \| \| \| \| B. rowleyi \| \| \| \| |
|  |                                                           |
|  | B. aurifer                                                |
|  |                                                           |
|  | B. rowleyi                                                |
|  |                                                           |

|  | B. aurifer |
|  |            |
|  | B. rowleyi |
|  |            |

|  | \| \| B. marchi (Honduras, Guatemala) \| \| \| \| \| \| B. thalassinus \| \| \| \| |
|  |                                                                                    |
|  | B. marchi (Honduras, Guatemala)                                                    |
|  |                                                                                    |
|  | B. thalassinus                                                                     |
|  |                                                                                    |

|  | B. marchi (Honduras, Guatemala) |
|  |                                 |
|  | B. thalassinus                  |
|  |                                 |

|  | B. bicolor                                                |
|  |                                                           |
|  | \| \| B. aurifer \| \| \| \| \| \| B. rowleyi \| \| \| \| |
|  |                                                           |
|  | B. aurifer                                                |
|  |                                                           |
|  | B. rowleyi                                                |
|  |                                                           |

|  | B. aurifer |
|  |            |
|  | B. rowleyi |
|  |            |

|  | B. bicolor                                                |
|  |                                                           |
|  | \| \| B. aurifer \| \| \| \| \| \| B. rowleyi \| \| \| \| |
|  |                                                           |
|  | B. aurifer                                                |
|  |                                                           |
|  | B. rowleyi                                                |
|  |                                                           |

|  | B. aurifer |
|  |            |
|  | B. rowleyi |
|  |            |

|  | B. nigroviridis                                               |
|  |                                                               |
|  | \| \| B. lateralis \| \| \| \| \| \| B. guifarroi \| \| \| \| |
|  |                                                               |
|  | B. lateralis                                                  |
|  |                                                               |
|  | B. guifarroi                                                  |
|  |                                                               |

|  | B. lateralis |
|  |              |
|  | B. guifarroi |
|  |              |

|  | \| \| B. marchi (Honduras, Guatemala) \| \| \| \| \| \| B. thalassinus \| \| \| \| |
|  |                                                                                    |
|  | B. marchi (Honduras, Guatemala)                                                    |
|  |                                                                                    |
|  | B. thalassinus                                                                     |
|  |                                                                                    |

|  | B. marchi (Honduras, Guatemala) |
|  |                                 |
|  | B. thalassinus                  |
|  |                                 |

|  | B. bicolor                                                |
|  |                                                           |
|  | \| \| B. aurifer \| \| \| \| \| \| B. rowleyi \| \| \| \| |
|  |                                                           |
|  | B. aurifer                                                |
|  |                                                           |
|  | B. rowleyi                                                |
|  |                                                           |

|  | B. aurifer |
|  |            |
|  | B. rowleyi |
|  |            |

|  | B. bicolor                                                |
|  |                                                           |
|  | \| \| B. aurifer \| \| \| \| \| \| B. rowleyi \| \| \| \| |
|  |                                                           |
|  | B. aurifer                                                |
|  |                                                           |
|  | B. rowleyi                                                |
|  |                                                           |

|  | B. aurifer |
|  |            |
|  | B. rowleyi |
|  |            |

|  | \| \| B. marchi (Honduras, Guatemala) \| \| \| \| \| \| B. thalassinus \| \| \| \| |
|  |                                                                                    |
|  | B. marchi (Honduras, Guatemala)                                                    |
|  |                                                                                    |
|  | B. thalassinus                                                                     |
|  |                                                                                    |

|  | B. marchi (Honduras, Guatemala) |
|  |                                 |
|  | B. thalassinus                  |
|  |                                 |

|  | B. bicolor                                                |
|  |                                                           |
|  | \| \| B. aurifer \| \| \| \| \| \| B. rowleyi \| \| \| \| |
|  |                                                           |
|  | B. aurifer                                                |
|  |                                                           |
|  | B. rowleyi                                                |
|  |                                                           |

|  | B. aurifer |
|  |            |
|  | B. rowleyi |
|  |            |

|  | B. bicolor                                                |
|  |                                                           |
|  | \| \| B. aurifer \| \| \| \| \| \| B. rowleyi \| \| \| \| |
|  |                                                           |
|  | B. aurifer                                                |
|  |                                                           |
|  | B. rowleyi                                                |
|  |                                                           |

|  | B. aurifer |
|  |            |
|  | B. rowleyi |
|  |            |

|  | B. schlegelli (Ecuador)                                                                              |
|  | |
|  | \| \| B. supraciliaris \| \| \| \| \| \| B. schlegelli (Costa Rica, Honduras, Nicaragua) \| \| \| \| |
|  | |
|  | B. supraciliaris                                                                                     |
|  | |
|  | B. schlegelli (Costa Rica, Honduras, Nicaragua)                                                      |
|  | |

|  | B. supraciliaris                                |
|  |                                                 |
|  | B. schlegelli (Costa Rica, Honduras, Nicaragua) |
|  |                                                 |

|  | B. nigroviridis                                               |
|  |                                                               |
|  | \| \| B. lateralis \| \| \| \| \| \| B. guifarroi \| \| \| \| |
|  |                                                               |
|  | B. lateralis                                                  |
|  |                                                               |
|  | B. guifarroi                                                  |
|  |                                                               |

|  | B. lateralis |
|  |              |
|  | B. guifarroi |
|  |              |

|  | \| \| B. marchi (Honduras, Guatemala) \| \| \| \| \| \| B. thalassinus \| \| \| \| |
|  |                                                                                    |
|  | B. marchi (Honduras, Guatemala)                                                    |
|  |                                                                                    |
|  | B. thalassinus                                                                     |
|  |                                                                                    |

|  | B. marchi (Honduras, Guatemala) |
|  |                                 |
|  | B. thalassinus                  |
|  |                                 |

|  | B. bicolor                                                |
|  |                                                           |
|  | \| \| B. aurifer \| \| \| \| \| \| B. rowleyi \| \| \| \| |
|  |                                                           |
|  | B. aurifer                                                |
|  |                                                           |
|  | B. rowleyi                                                |
|  |                                                           |

|  | B. aurifer |
|  |            |
|  | B. rowleyi |
|  |            |

|  | B. bicolor                                                |
|  |                                                           |
|  | \| \| B. aurifer \| \| \| \| \| \| B. rowleyi \| \| \| \| |
|  |                                                           |
|  | B. aurifer                                                |
|  |                                                           |
|  | B. rowleyi                                                |
|  |                                                           |

|  | B. aurifer |
|  |            |
|  | B. rowleyi |
|  |            |

|  | \| \| B. marchi (Honduras, Guatemala) \| \| \| \| \| \| B. thalassinus \| \| \| \| |
|  |                                                                                    |
|  | B. marchi (Honduras, Guatemala)                                                    |
|  |                                                                                    |
|  | B. thalassinus                                                                     |
|  |                                                                                    |

|  | B. marchi (Honduras, Guatemala) |
|  |                                 |
|  | B. thalassinus                  |
|  |                                 |

|  | B. bicolor                                                |
|  |                                                           |
|  | \| \| B. aurifer \| \| \| \| \| \| B. rowleyi \| \| \| \| |
|  |                                                           |
|  | B. aurifer                                                |
|  |                                                           |
|  | B. rowleyi                                                |
|  |                                                           |

|  | B. aurifer |
|  |            |
|  | B. rowleyi |
|  |            |

|  | B. bicolor                                                |
|  |                                                           |
|  | \| \| B. aurifer \| \| \| \| \| \| B. rowleyi \| \| \| \| |
|  |                                                           |
|  | B. aurifer                                                |
|  |                                                           |
|  | B. rowleyi                                                |
|  |                                                           |

|  | B. aurifer |
|  |            |
|  | B. rowleyi |
|  |            |

|  | B. nigroviridis                                               |
|  |                                                               |
|  | \| \| B. lateralis \| \| \| \| \| \| B. guifarroi \| \| \| \| |
|  |                                                               |
|  | B. lateralis                                                  |
|  |                                                               |
|  | B. guifarroi                                                  |
|  |                                                               |

|  | B. lateralis |
|  |              |
|  | B. guifarroi |
|  |              |

|  | \| \| B. marchi (Honduras, Guatemala) \| \| \| \| \| \| B. thalassinus \| \| \| \| |
|  |                                                                                    |
|  | B. marchi (Honduras, Guatemala)                                                    |
|  |                                                                                    |
|  | B. thalassinus                                                                     |
|  |                                                                                    |

|  | B. marchi (Honduras, Guatemala) |
|  |                                 |
|  | B. thalassinus                  |
|  |                                 |

|  | B. bicolor                                                |
|  |                                                           |
|  | \| \| B. aurifer \| \| \| \| \| \| B. rowleyi \| \| \| \| |
|  |                                                           |
|  | B. aurifer                                                |
|  |                                                           |
|  | B. rowleyi                                                |
|  |                                                           |

|  | B. aurifer |
|  |            |
|  | B. rowleyi |
|  |            |

|  | B. bicolor                                                |
|  |                                                           |
|  | \| \| B. aurifer \| \| \| \| \| \| B. rowleyi \| \| \| \| |
|  |                                                           |
|  | B. aurifer                                                |
|  |                                                           |
|  | B. rowleyi                                                |
|  |                                                           |

|  | B. aurifer |
|  |            |
|  | B. rowleyi |
|  |            |

|  | \| \| B. marchi (Honduras, Guatemala) \| \| \| \| \| \| B. thalassinus \| \| \| \| |
|  |                                                                                    |
|  | B. marchi (Honduras, Guatemala)                                                    |
|  |                                                                                    |
|  | B. thalassinus                                                                     |
|  |                                                                                    |

|  | B. marchi (Honduras, Guatemala) |
|  |                                 |
|  | B. thalassinus                  |
|  |                                 |

|  | B. bicolor                                                |
|  |                                                           |
|  | \| \| B. aurifer \| \| \| \| \| \| B. rowleyi \| \| \| \| |
|  |                                                           |
|  | B. aurifer                                                |
|  |                                                           |
|  | B. rowleyi                                                |
|  |                                                           |

|  | B. aurifer |
|  |            |
|  | B. rowleyi |
|  |            |

|  | B. bicolor                                                |
|  |                                                           |
|  | \| \| B. aurifer \| \| \| \| \| \| B. rowleyi \| \| \| \| |
|  |                                                           |
|  | B. aurifer                                                |
|  |                                                           |
|  | B. rowleyi                                                |
|  |                                                           |

|  | B. aurifer |
|  |            |
|  | B. rowleyi |
|  |            |